# كدمر (باكينجهامشير)
كدمر (بالإنجليزية: Cadmore)‏ هي قرية تقع في المملكة المتحدة في باكينجهامشير.